# Aurelio Genghini
Aurelio Genghini   (Província de Forlì-Cesena, 1 d'octubre de 1907 - Roma, 10 de setembre de 2001) va ser un atleta italià, especialista en curses de llarga distància, que va competir durant la dècada de 1930.
El 1936 va prendre part en els Jocs Olímpics d'Estiu de Berlín, on abandonà en la marató del programa d'atletisme.
En el seu palmarès destaca la medalla de bronze en la marató del primer Campionat d'Europa d'atletisme, el 1934, i el campionat nacional de marató de 1933 i 1937.

## Millors marques
- Marató. 2h 38' 40" (1932)[1][4]